# Draaikolk

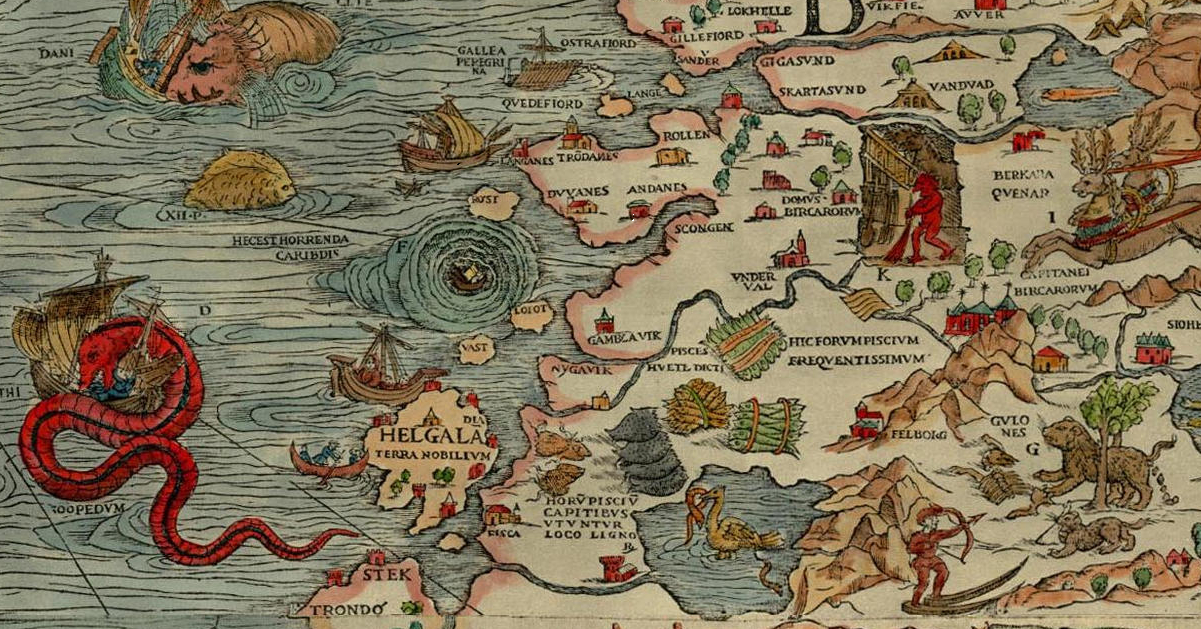
De maalstroom bij de Lofoten op de Carta Marina van Olaus Magnus (1539)

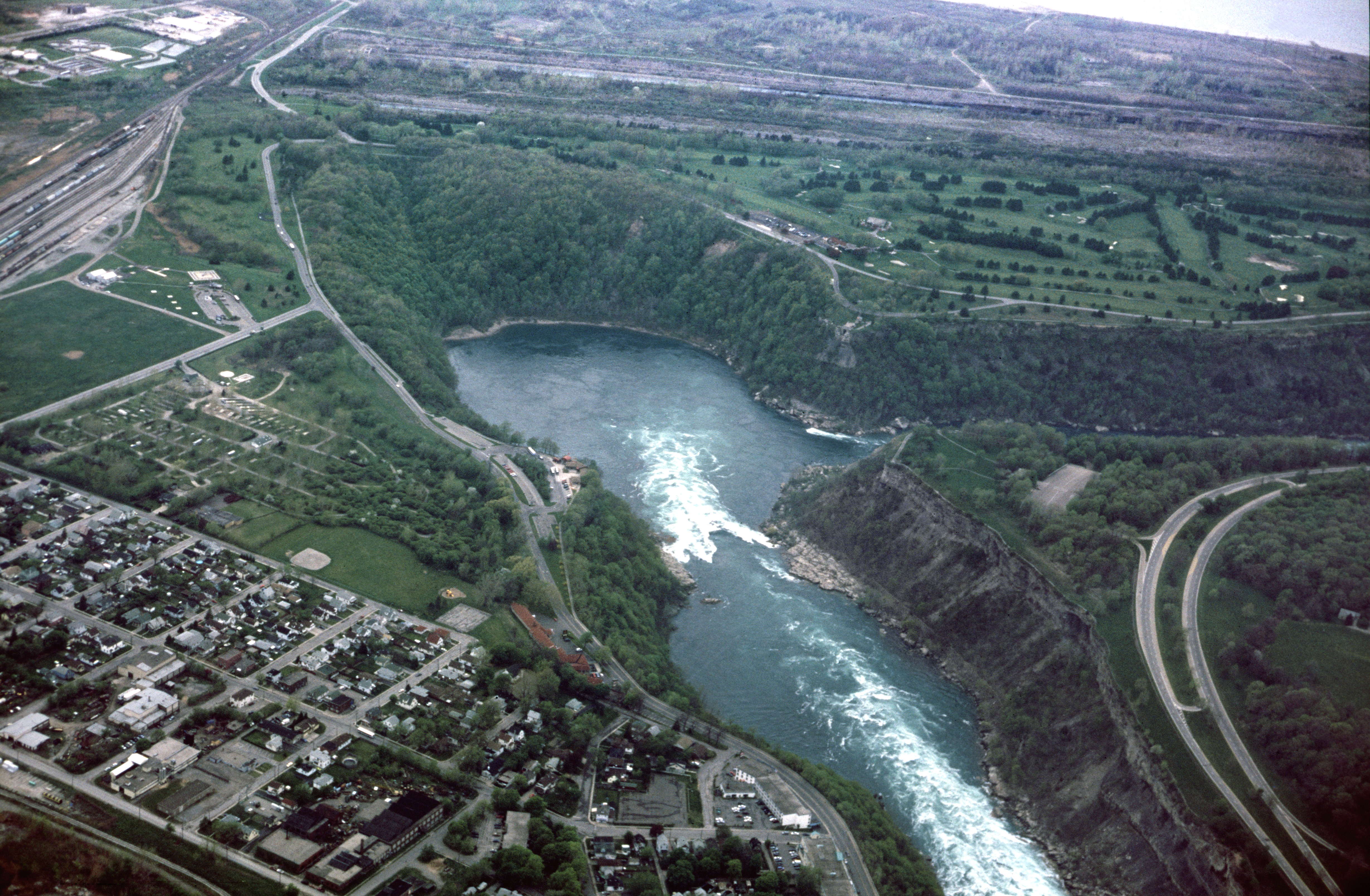
Een draaikolk bij de Niagarawatervallen

Een draaikolk is een sterke werveling in een vloeistof, gewoonlijk water, die naast een draaiende stroombeweging tevens een neerwaartse stroom kent. In een oppervlaktewater kan een sterke draaikolk daardoor gevaar opleveren voor zwemmers en ook voor de scheepvaart.

## Maalstroom
In zee kan een draaikolk ontstaan door het getij. De meeste daardoor ontstane draaikolken zijn niet echt sterk, een sterkere draaikolk wordt ook wel een maalstroom genoemd. De sterkste draaikolk (of maalstroom) is de Moskstraumen (ook wel bekend in het Noors als Malstrøm, een verbastering van het Nederlandse woord 'maalstroom') bij de Lofoten in Noorwegen, met een gemiddelde snelheid van 27,8 km/u. In de literatuur heeft deze draaikolk als inspiratie gediend voor Edgar Allan Poe en voor Jules Verne (Twintigduizend mijlen onder zee). In Canada bevindt zich de 'Old Sow', waarvan de gemiddelde snelheid 27,7 km/u is.
In waterlopen zoals rivieren treden draaikolken op bij watervallen, in stroomversnellingen, in rivierbochten en in het algemeen bij plotselinge hoogteverschillen. Bij dijkdoorbraken zijn draaikolken verantwoordelijk voor het ontstaan van wielen, ronde en betrekkelijk diepe plassen die achter de plaats van een doorbraak gevormd worden.
Het verschijnsel dat ontstaat wanneer men het bad of de wasbak laat leeglopen is eveneens een, zij het kleine, draaikolk.

## Lucht
Ook in de atmosfeer kunnen zich draaikolk-achtige verschijnselen voordoen. Het betreft grootschalige verschijnselen als de tornado, en verder de windhoos en de stofhoos. In de techniek vindt de (lucht)werveling toepassing in toestellen als de hydrocycloon.